# Erik-Mårten tjärnen
Erik-Mårten tjärnen är en sjö i Åsele kommun i Lappland och ingår i Gideälvens huvudavrinningsområde.